# 那個已然飽和的夏天。
那個已然飽和的夏天。（日语：／）是詞曲作家神绮一织（カンザキイオリ）使用VOCALOID鏡音鈴、連創作的歌曲。2018年8月12日發布於Niconico動畫和YouTube。
改編小說於2020年9月18日由河出書房新社出版發售，中文版由酷威文化引进出版。改編漫畫於2022年8月26日發售的《月刊Comic電擊大王》10月號開始連載。

## 概要
那個已然飽和的夏天。由神綺一織作詞作曲，是一首每分鐘180拍，使用鏡音鈴、連作為人聲的A♯大調VOCALOID歌曲。

## 周邊媒體

### 小說
| 卷數 | 河出書房新社  | 河出書房新社           | 尖端出版      | 尖端出版               |
| 卷數 | 發售日期      | ISBN                   | 發售日期      | ISBN                   |
| ---- | ------------- | ---------------------- | ------------- | ---------------------- |
| 1    | 2020年9月18日 | ISBN 978-4-309-02913-9 | 2022年10月7日 | ISBN 978-626-338-374-6 |

### 漫畫
| 卷數 | KADOKAWA       | KADOKAWA               |
| 卷數 | 發售日期       | ISBN                   |
| ---- | -------------- | ---------------------- |
| 1    | 2023年2月25日  | ISBN 978-4-04-914915-9 |
| 2    | 2023年10月26日 | ISBN 978-4-04-915322-4 |

## 迴響
截至2020年7月，該歌曲包括翻唱曲在YouTube的播放量達到1000萬次。
截至2021年2月25日，改編小說的發行量達到10萬冊。

## 外部連結
- YouTube上的那個已然飽和的夏天。
- YouTube上的那個已然飽和的夏天。2020ver.
- Niconico動畫上的那個已然飽和的夏天。
- Niconico動畫上的那個已然飽和的夏天。2020ver.
- 小說官方的X（前Twitter）
- 小說特設網站
- 漫畫連載網站